# Daila Ojeda Sanchez
Daila Ojeda Sanchez est une grimpeuse espagnole, née en 1980, faisant partie des quelques femmes à avoir gravi une voie de difficulté 8c/8c+, et inscrite à la Fédération espagnole de sports de montagne et d'escalade.

## Ses bellescroixen falaise
| Date       | Voie     | Site   | Roche    | Pays    | France | États-Unis | UIAA |
| ---------- | -------- | ------ | -------- | ------- | ------ | ---------- | ---- |
| 26/02/2010 | Fish eye | Oliana | Calcaire | Espagne | 8c     | 5.14b      | X+   |

## Compétitions
Elle se consacre essentiellement à l'escalade en falaise, mais a participé à quelques compétitions.
| Date       | Étape | Final | Année | Organisteur | Pays       | Lieu     |
| ---------- | ----- | ----- | ----- | ----------- | ---------- | -------- |
| 07/02/1900 | 17    | 39    | 2005  | UIAA        | Espagne    | Marbella |
| 28/02/1900 | 29    | 60    | 2008  | IFSC        | États-Unis | Vail     |
| 30/12/1899 | 44    | (-)   | 2004  | UIAA        | Autriche   | Imst     |